# Funbo
Funbo är sedan 2015 en tätort i Uppsala kommun i Uppland. Funbo kyrka ingår i tätorten som annars främst omfattar moderna villor öster om kyrkan. I tätorten ingår sedan 2015 bebyggelsen i Källtorpet
På åkern ett par hundra meter söder om småorten på byn Skällerös ägor låg den 1930 invigda hållplatsen Funbo vid Upsala–Lenna Jernväg.

## Befolkningsutveckling
| Befolkningsutvecklingen i Funbo 2015–2020 | Befolkningsutvecklingen i Funbo 2015–2020 | Befolkningsutvecklingen i Funbo 2015–2020 | Befolkningsutvecklingen i Funbo 2015–2020 | Befolkningsutvecklingen i Funbo 2015–2020 |
| --- | ----------------------------------------- | ----------------------------------------- | ----------------------------------------- | ----------------------------------------- |
| |                                           |                                           |                                           |                                           |
| År |                                           |                                           | Folkmängd                                 | Areal (ha)                                |
| 2015 | 2015                                      |                                           | 326                                       | 99                                        |
| 2020 | 2020                                      |                                           | 328                                       | 102                                       |
| Anm.: ny tätort 2015. En del av tätorten var tidigare småort som 2010 hade 74 invånare på en yta av 19 hektar. En annan del var småorten Källtorpet. |                                           |                                           |                                           |                                           |